# 1872 aux échecs
| Années des échecs : 1869 - 1870 - 1871 - 1872 - 1873 - 1874 - 1875    |
| Décennies des échecs : 1840 - 1850 - 1860 - 1870 - 1880 - 1890 - 1900 |

Cet article présente les faits marquants de l'année 1872 aux échecs.

## Événements majeurs
Création de la fédération canadienne des échecs (Canadian Chess Association)

## Championnats nationaux
- Empire allemand, NDSB : Adolf Andersen remporte le championnat de la NDSB[Note 1].
- Empire allemand, MDSB : Adolf Andersen remporte la première édition du championnat de la MDSB[Note 2]. La deuxième édition aura lieu en 1876.
- Empire allemand, WDSB : Pas de championnat de la WDSB[Note 3]. Le prochain championnat aura lieu en 1876.
- Royaume-Uni de Grande-Bretagne et d'Irlande : John Wisker remporte la dernière édition de la Challenge Cup, organisée par la British Chess Association[1], après un match de départage contre Cecil de Vere.

## Divers
- Empire allemand: Le journal échiquéen allemand Schachzeitung der Berliner Schachgesellschaft change de nom pour devenir le Deutsche Schachzeitung. Il prendra le nom de Deutsche Schachzeitung en 1872.

## Naissances
- Henry Atkins
- Arthur Kaufmann
- Harry Nelson Pillsbury

## Nécrologie
- 16 janvier : Vincenz Grimm, joueur et problémiste hongrois.
- 5 mars : Carl Jaenisch
- 3 août : William Davies Evans
- 17 août : Ignazio Calvi (en)
- 29 octobre : Pierre Saint-Amant, à la suite de blessures liées à une chute de cheval [2].